# 平津戸駅
平津戸駅（ひらつとえき）は、岩手県宮古市平津戸にあった、東日本旅客鉄道（JR東日本）山田線の駅（廃駅）である。利用者減少に伴い、2023年（令和5年）3月17日をもって廃止された。
2022年のダイヤ改正まで日本一遅い始発駅だった。

## 歴史
- 1931年（昭和6年）10月31日：開業[1][2]。当時は終着駅で、構内に盛岡機関区平津戸機関車駐泊所設置。
- 1933年（昭和8年）11月30日：陸中川井駅まで延伸[1]。途中駅となる[1]。
- 1946年（昭和21年）11月26日：風水害により、当駅から蟇目駅までが不通となる。
- 1954年（昭和29年）11月21日：復旧[1]。
- 1955年（昭和30年）11月30日：給水設備を廃止。
- 1970年（昭和45年）10月1日：貨物取扱を廃止[2]。
- 1982年（昭和57年）11月15日：荷物扱い廃止[4]。無人化[5]。建物は商店になるが委託はせず。
- 1987年（昭和62年）4月1日：国鉄分割民営化により、JR東日本の駅となる[1][2]。
- 2005年　(平成17年)  1月：駅舎改築。
- 2015年（平成27年）12月11日：土砂流入災害により営業休止。
- 2017年（平成29年）11月5日：上米内 - 川内間の復旧により営業再開。
- 2022年（令和4年）
  - 3月11日：この日が実質的な最終営業日となる。
  - 3月12日：利用僅少のため、同日のダイヤ改正より全列車が通過となり、営業休止[6]。
- 2023年（令和5年）3月17日：同日をもって廃止[3]。

## 駅構造

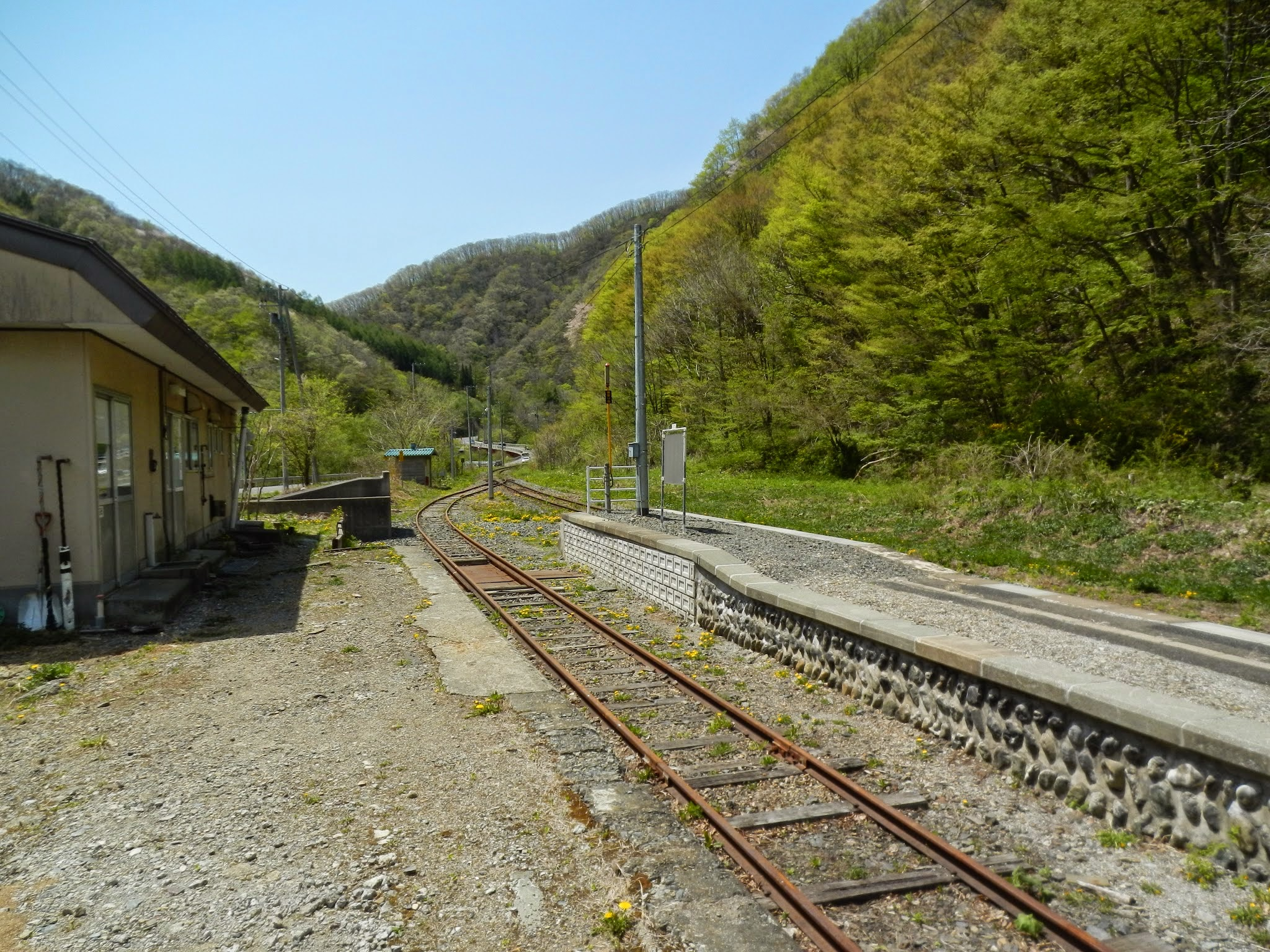
駅構内（2015年5月）

単式ホーム1面1線を有する地上駅であった。かつては相対式ホームを有し列車交換可能であった。蒸気機関車が走っていた時代は転車台があった。
過去には木造駅舎を有し、細田酒店という商店が入っていたが、その後解体され簡便な待合所が新しく建築された。全列車通過となった時点では無人駅となっていた。

## 駅周辺
- 国道106号
- 岩手県北バス「平津戸」停留所

400メートルほど離れたところに集落があるが、2022年現在は5世帯のみが居住している。

## 隣の駅
東日本旅客鉄道（JR東日本）
■山田線
松草駅 - 平津戸駅 - 川内駅